# Сергиевская церковь Симбирской гимназии
Сергиевская церковь Симбирской гимназии — бывшая домовая церковь во имя преподобного Сергия Радонежского при Симбирской классической гимназии.

## История
Сергиевская церковь была устроена в 1866—1867 годах в здании мужской классической гимназии на средства симбирских дворян-землевладельцев — штабс-капитана в отставке, инженера Александра Николаевича Денисова и его супруги Марии Петровны Денисовой. Престол в нём один — во имя преподобного Сергия Радонежского. Причт состоял из священника и дьякона. Квартира для дьякона находилась при гимназии. Церковь располагалась на втором этаже в середине здания с левой стороны от главного входа. Церковь во имя преподобного Сергия Радонежского была освящена епископом Евгением (Сахаров-Платонов) 26 марта 1867 года.
19 мая 1868 года, в день Св. Троицы, Его Высочество Bеликий князь Владимир Александрович был у обедни в гимназической церкви.
21 мая 1868 года гимназию посетил и побывал на кратком молебствии в Сергиевской церкви Великий князь Алексей Александрович.
В 1868 году Великий князь Сергей Александрович пожертвовал в эту церковь запрестольную икону «Спасителя, благословляющаго детей» работы русского живописца, академика Императорской Академии художеств Василия Васильевича Васильева.
В 1868 году состоялось открытие «Братства преподобного Сергия Радонежского», организованный  директором гимназии Иваном Васильевичем Вишневским.
В январе 1871 года городская общественность избрала почётного потомственного гражданина Петра Андреевича Пастухова церковным старостой. На этом поприще он трудился до конца жизни, перечислив церкви за всё время более двух тысяч рублей.
14 февраля 1889 года директор гимназии Фёдор Михайлович Керенский обратился в строительное отделение Симбирского губернского правления с просьбой утвердить проект поднятия потолка над церковью на 1 сажень новой кирпичной кладкой. Проект был разработан Михаилом Григорьевичем Алякринским.
Церковь закрыта в 1918 году. Ныне в бывшем храмовом помещении расположен спортзал Гимназии № 1.

## Описание
По правую сторону царских дверей: Спаситель в терновом венце, копия с иконы в Домике Петра I. По левую сторону: Иверская Божия Матерь. На южных и северных дверях: Михаил и Рафаил Архангелы. Местные иконы, по правую сторону: Сергий Радонежский, по левую: Александр Невский и Мария Голендуха. В царских вратах: Благовещение на двух кругах и по два евангелиста на двух других. Вверху: Тайная вечеря. На правой стороне: Рождество Спасителя, Богоявление, Сретение, Преображение и Троица. На левой стороне: Рождество Божией Матери, Введение во храм, Успение, Воскресение Христово и Покров Богородицы. На правой стороне внутренности храма: Николай Мирликийский и Митрофаний Воронежский. На правой стороне внутренности храма: Иоанн Воин и обретение главы Иоанна Предтечи.

## Духовенство
Настоятелями Сергиевской церкви служили священники:
- Пётр Иванович Юстинов — 1867—1875 гг., 18 февраля 1875 г. был перемещён к Симбирскому кафедральному собору;
- Василий Григорьевич Сорогожский — 1875—1884 гг.;
- Николай Александрович Кенарский — 1884—1894 гг.;
- Яков Алексеевич Благовидов — 1894—1918 гг.

## Галерея

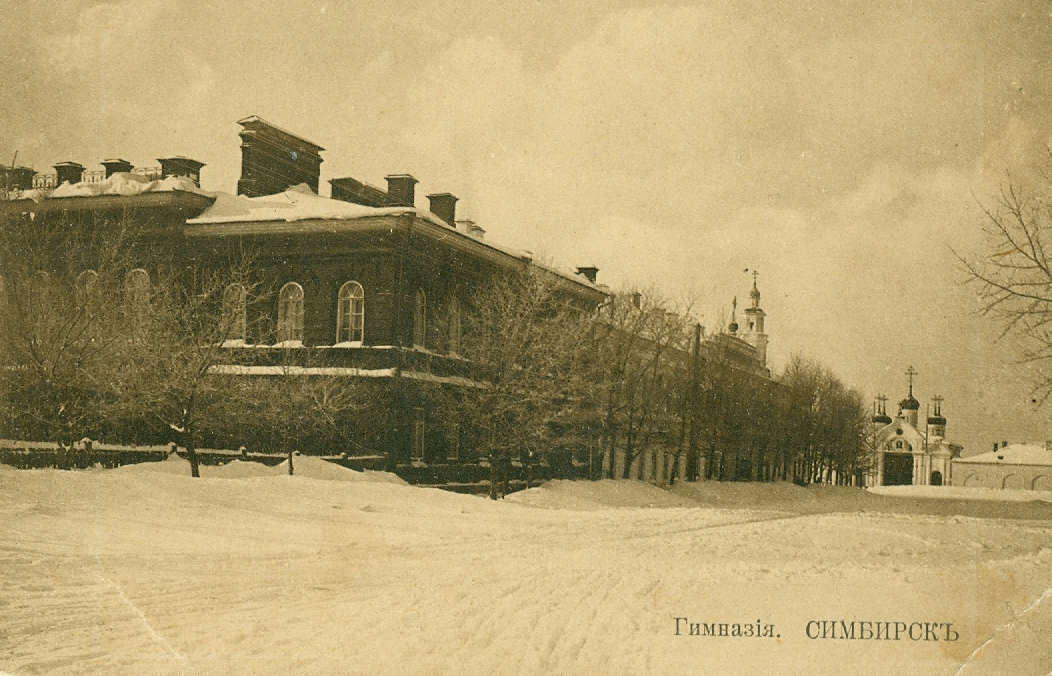
Симбирская гимназия (1917).
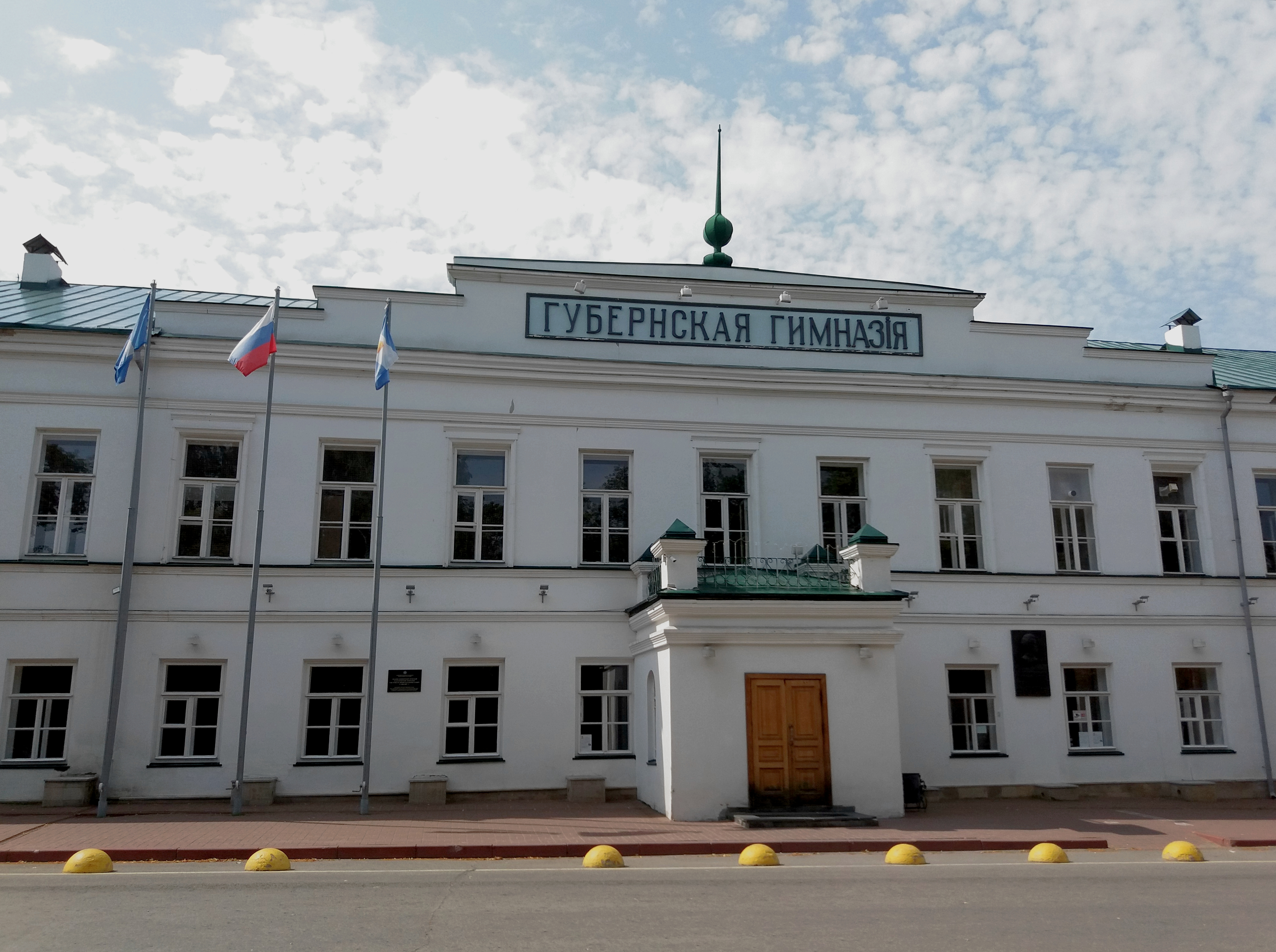
Здание Симбирской гимназии, современный вид (место современного шпиля занимал крест).